# Château de Coupland
Le château de Coupland est situé dans le village de Coupland, 4 milles au nord-ouest de Wooler, Northumberland, Angleterre. Il s'agit d'un bâtiment classé Grade I. Le « château » classé Grade I est en fait une maison-tour « construite après 1584, avec des ajouts ultérieurs irréguliers ».

## Histoire
Le château de Coupland est une maison-tour plutôt qu'un château et a probablement été construit à la fin du XVIe siècle, quelque temps après 1584. La tour a trois étages, avec un grenier au sommet et une petite tour en saillie portée le long du mur sud. Entre les deux tours, l'entrée du château porte la date 1594 inscrite sur le montant de la porte. Le bâtiment est constitué de moellons de différents types de pierres. De plus, le bâtiment possède une toiture en ardoise.
Parmi les éléments historiques, l'escalier supérieur en colimaçon, conçu pour être défendu par un épéiste gaucher. Une ferme séparée est ajoutée au sud-ouest de la tour au XVIIIe siècle.
En 1713, la propriété est achetée à la famille Wallis par Chaloner Ogle, un officier de marine prospère. Lors de son commandement du HMS Swallow (1703) contre le célèbre pirate Bartholomew Roberts lors de la bataille du cap Lopez en février 1722, Roberts est tué.
Le château est agrandi au fil des années et restauré au XIXe siècle. En 1820, il est agrandi lorsqu'une maison à trois travées sur deux étages est construite à côté de la tour.
La famille Bates est propriétaire du domaine au XVIIIe siècle. Elizabeth Bates, héritière du domaine, épouse Matthew Culley (né en 1731), un agronome réputé, en 1783. En 1820, la maison est la résidence de Matthew Culley, haut shérif de Northumberland cette année-là. Les Culley vendent le domaine en 1928. Le château de Coupland devient bâtiment classé Grade I le 21 septembre 1951. La liste indique que des modifications importantes ont été réalisées aux XVIe, XVIIe et XVIIIe siècles, puis vers 1820-1825.
Robin Jell achète la propriété en 1979 et y vit avec sa seconde épouse Fiona. Jell décède en 2019 et en 2020, le château est mis en vente.